# 병조
병조(兵曹)는 고려와 조선의 행정기관이다. 육조 가운데 국방을 담당하는 기관이다. 고려 성종 이전에는 병관이라는 명칭을 썼고, 고려 성종 이후로는 병부라는 명칭으로 바꿨다. 그러다가 원나라 간섭기에는 군부사로 바뀌었고 병조로 바뀌었다가 선부로 통합되었다. 공민왕 때 병부로 환원되었다가 군부사, 총부로 다시 바뀌었으며 공양왕 때 비로소 병조로 개칭되었다. 작전계획, 병기의 생산관리, 무관의 인사권 등 국방을 총괄하여 담당했으며, 수레와 말 등의 교통수단, 봉화와 역참 등의 통신수단, 궁궐 경비 등도 담당하였다. 지금의 국방부에 해당한다.
1894년(고종 31년)에 갑오개혁이 시행되자 군무아문(軍務衙門)으로 개편되었고, 이듬해 군부(軍部)로 다시 개칭 및 개편되었다.
고대 주나라에서 대사마(大司馬)으로 불렀다하여 옛스럽게 별칭으로 부르기도 하였다. 하관(夏官), 기조(騎曹)라고도 한다.

## 청사
병조 청사는 경복궁 광화문 앞 세종대로의 서편에 있었으며, 판서, 참판, 참의, 참지의 네 당상관이 근무하던 당상대청, 정랑과 좌랑이 근무하던 낭청대청 등의 건물이 존재하였다.

## 관직

### 본조
| 품계  | 관직             | 정원   | 비고                                    |
| ----- | ---------------- | ------ | --------------------------------------- |
| 정2품 | 판서             | 1명    | 현재의 국방부장관                       |
| 종2품 | 참판             | 1명    | 현재의 국방부차관                       |
| 정3품 | 참의, 참지(參知) | 각 1명 | 품계는 같으나 참의가 참지의 윗서열이다. |
| 정5품 | 정랑(正郞)       | 3명    | 무선사,승여사,무비사에 각1인            |
| 정6품 | 좌랑(佐郞)       | 3명    | 무선사,승여사,무비사에 각1인            |

### 기타
공이 있고 덕이 있는 신하에게 혹은, 공신이나 원로대신들에게 주는 직책으로 판병조사(判兵曹事)가 있었다. 녹봉만 받고 실제 병조 업무는 행사하지 않는 명예직에 가까웠다.

## 소속 부서
병조 본청에는 3개의 속사(屬司, 소속 부서)가 있었으며, 각 정랑과 좌랑 각 1인이 할당되었다. 이러한 주요 부서 이외에도 시기에 따라 일군색(一軍色), 이군색(二軍色) 등의 부서가 존재하였다.
- 무선사(武選司) : 무관 관원의 인사, 발령, 무과 과거시험 시행, 천거, 부위(府衛, 관청 경비), 군융(軍戎, 군인 선발) 사무 담당
- 승여사(乘輿司) : 군대에서 사용하는 말 관리, 보충대 편성 등 사무를 담당
- 무비사(武備司) : 중앙과 지방 갑병(甲兵)의 명단, 무예 훈련(訓鍊), 지도(地圖) 제작, 진융(鎭戎)·성보(城堡)와 국경 지역 요새 관리, 봉화(熢火)·출정(出征) 등의 사무를 담당

## 속아문
병조에서 관장하는 속아문(屬衙門, 하급 관청)은 아래와 같다.
- 오위(五衛)
- 사복시(司僕寺)
- 군기시(軍器寺)
- 전설사(典設司)
- 세자익위사(世子翊衛司)
- 훈련원(訓鍊院)
- 비변사(費邊司) : 임진왜란을 거치면서 의정부와 동등한 최고 관청으로 승격